# Église du Peuple Guanche

Symbole représentant la déesse Tanit. C'est le logo officiel de l'église.

L’Église du Peuple Guanche (Iglesia del Pueblo Guanche) est un petit mouvement néo-païen  fondé en 2001 dans la ville de San Cristóbal de La Laguna (Tenerife, Canaries, Espagne) qui fait revivre les anciennes pratiques et croyances des autochtones berbères guanches. L'Église du peuple de Guanche compte environ 300 fidèles. Ce mouvement est en partie lié aux mouvements d'indépendance. Les adeptes de cette église promeuvent la déesse mère universelle, qui prend le nom de Chaxiraxi dans les îles Canaries.
L'Église du peuple de Guanche encourage les autres religions liées au néopaganisme à adorer le concept de « Déesse Mère ».
Ce mouvement accomplit divers rituels : rites du solstice, baptêmes et mariages, réunions et conclaves de son clergé.